# Кофман, Андрей Фёдорович
Андре́й Фёдорович Ко́фман (17 августа 1954, Москва — 16 мая 2024, там же) — российский литературовед-латиноамериканист, писатель. Доктор филологических наук (1998), заместитель директора ИМЛИ РАН (2016—2024).

## Биография
Родился в Москве, в семье участника Великой Отечественной войны Фёдора Яковлевича Кофмана (1923—1984). В 1976 году окончил романо-германское отделение филологического факультета МГУ. Учился в аспирантуре на кафедре зарубежной литературы МГУ. В 1982 году защитил кандидатскую диссертацию «Художественное своеобразие песенных лирических жанров мексиканского фольклора». С 1980 по 1986 год — член профессионального комитета литераторов при издательстве «Советский писатель». С 1984 года — председатель секции критики, литературоведения и искусствознания.
С 1986 года — сотрудник ИМЛИ. В июне 1998 года защитил докторскую диссертацию «Латиноамериканский художественный образ мира». С февраля 2008 — заведующий Отделом литератур Европы и Америки Новейшего времени.
Умер 16 мая 2024 года в возрасте 69 лет. Прах захоронен на Востряковском кладбище.

## Основные работы
Монографии
- Латиноамериканский художественный образ мира / Рос. акад. наук, Ин-т мировой лит. им. А. М. Горького. — М.: Наследие, 1997. — 318 с.
- Америка несбывшихся чудес. — М.: Профобразование, 2001. — 348 с.
- Тьерра Аделанте!: Подлинная хроника достославного путешествия, предпринятого доном Алонсо де Сантильяной и его спутниками в Западной Индии, сиречь в Новый Свет, наречённый ныне Землею Америго, где довелось им узреть многие расчудесные острова, страны и города с их предиковинными обитателями / Написал с Божьей помощью падре Франсиско Галиндо; пересказал Андрей Кофман. — М.: София, 2003. — 781 с.
- Рыцари Нового Света. — М.: Пан-пресс, 2006. — 261 с.
  - То же. — М.: Пан-пресс, 2007. — 196 с.
- Кортес и его капитаны. — М.: Пан-пресс, 2007. — 352 с.
- Конкистадоры: Три хроники завоевания Америки / Пер. с исп. А. Кофмана и Е. Лысенко. — М.: Эрвез; СПб.: Симпозиум, 2009. — 607 с.
- Испанский конкистадор: От текста к реконструкции типа личности. — М.: ИМЛИ, 2012. — 303 с.
- Под покровительством Сантьяго: Испанские завоевания Америки и судьбы знаменитых конкистадоров. — СПб.: Крига, 2017. — 1031 с.
  - То же: В 2 т. — СПб.: Крига, 2023. — 440+592 с.
- Революция по пути в Эльдорадо: Хроника солдата Франсиско Васкеса о мятеже Лопе де Агирре. — СПб.: Крига, 2020. — 239 с.
- Это стоило Перу!: Реляция об открытии и завоевании королевств Перу. — СПб.: Крига, 2022. — 424 с.

Главы в коллективных трудах
- История литератур Латинской Америки. Том 2. М., 1989.

- Креольский фольклор.
- Литература Пуэрто-Рико. прим

- История литератур Латинской Америки. Том 3. М., 1994.

- Литература Венесуэлы.
- Литература Колумбии и Панамы.
- Литература Перу.
- Литература Эквадора.
- Литература Боливии.
- Литература Чили.
- Литература Уругвая.

- История литератур Латинской Америки. Том 4. М., 2004.

- Литература Мексики.
- Литература стран Центральной Америки.
- Литература Парагвая.

- История литератур Латинской Америки. Том 5. М., 2005.

- Хуан Рульфо.
- Карлос Фуэнтес.
- Октавио Пас. прим

- Примитивизм. // Художественные ориентиры литературы XX века. М., 2001.
- Примитивистская составляющая авангардизма. // Авангардизм в культуре XX века. 1900—1930. М., «Наука», 2010.

Статьи в коллективных трудах
- Философские аспекты лирики Несауалькойотля. // Исторические судьбы американских индейцев. М., «Наука», 1985.
- Аргентинское танго и русский мещанский романс. // Литература в контексте культуры. М., «Наука», 1986.
- Испанская копла в Латинской Америке. // Искусство стран Латинской Америки. М., «Наука», 1986.
- Проблема «магического реализма» в латиноамериканском романе. // Современный роман. Опыт исследования. М., «Наука», 1990.
- Судьбы испанского романса в Латинской Америке. // Iberica Americans. Культуры Старго и Нового Света в их взаимодействии. СПб. «Наука», 1991.
- О специфике отношений креольского фольклора с литературой. // Профессиональное искусство и народная культура Латинской Америки. М., Российский институт искусствознания, 1993.
- Художественный образ латиноамериканского пространства. // Iberica americans. Механизмы культурообразования в Латинской Америке. М., «Наука», 1994.
- Африканский элемент в культуре Латинской Америки. // Культуры Африки в мировом цивилизационном процессе. М., «Восточная литература», 1996.
- Адамизм — константа латиноамериканского художественного сознания. // Iberica Americans. Латиноамериканский тип творческой личности. М., «Наследие», 1997.
- Алехо Карпентьер: латиноамериканский писатель меж двух миров.
- Примитивизм. // Художественные ориентиры литературы XX в. М., «Наследие», 2001.
- Мексиканский День мертвых и его культуростроительная роль. // Праздник в ибероамериканской культуре. М., «Наследие», 2001.[3]

## Награды
- Премия журнала «Иностранная литература» за материал об Октавио Пасе (1991).
- За цикл статей «Рыцари Нового Света» решением ученого совета Института Латинской Америки и редсовета журнала «Латинская Америка» признан лучшим автором 2004 года.
- Лауреат российской национальной премии «Заветная мечта» в области детской литературы (2006) за роман «Тьерра Аделанте!» (М., 2003).

## Выступления в Институте Сервантеса
- 2006 — выступление на презентации «Истории Литератур Латинской Америки».
- 2008 — презентация книг «Тьерра аделанте!», «Рыцари Нового Света», «Кортес и его капитаны».
- 2010 — лекция о Хуане Рульфо[4]
- 2011 — лекция о Варгасе Льосе в связи с вручением ему Нобелевской премии.
- 2012 — лекция о Никаноре Парра.[5]